# 체이야 체이야
체이야 체이야(Chaiyya Chaiyya)는 1998년 개봉한 인도의 영화 《나는 테러리스트를 사랑했다》의 노래다. 이 노래는 A. R. 라만이 작곡했고, 굴자르가 작사했다. 그리고 수퀸더 싱(Sukhwinder Singh)과 사프나 아와스티(Sapna Awasthi)이 불렀다. 영상은 마니 라트남에 의해 감독됐고, 샤루크 칸과 말라이카 아로라 칸이 출연했다. 영상은 보통 움직이는 기차에서 촬영을 했다. 수피파 음악과 우르두어 시를 바탕으로 노래가 만들어졌다.

## 뮤직 비디오
타말 나두의 산악 지역의 우다가만달람 기차 위에서(닐기리 산악 철도) 샤루크 칸과 말라이카 아로라 칸을 중심으로 다른 배우들과 댄서들이 출연했다. 마니 라트담에 의해 감독됐고, 산토시 시반(Santosh Sivan)에 의해 녹음됐다.